# San Felipe, Abasolo
San Felipe är en ort i Mexiko.   Den ligger i kommunen Abasolo och delstaten Guanajuato, i den centrala delen av landet, 280 km väster om huvudstaden Mexico City. San Felipe ligger 1 694 meter över havet och antalet invånare är 203.
Terrängen runt San Felipe är huvudsakligen platt, men västerut är den kuperad. Terrängen runt San Felipe sluttar österut. Runt San Felipe är det ganska tätbefolkat, med 116 invånare per kvadratkilometer. Närmaste större samhälle är Pénjamo, 18,9 km sydväst om San Felipe. Trakten runt San Felipe består till största delen av jordbruksmark.